# Spyker F1
Spyker F1 je bivša momčad Formule 1 koja je nastala u rujnu 2006. koju je kupio nizozemski proizvođač sportskih automobila Spyker Cars, momčad koja se dotad zvala Midland F1 kojoj je bio vlasnik kanađanin ruskog podrijetla Alex Shnaider i bila je svega godinu dana na F1 sceni, tako da ni ime Spyker nije dugo ostalo u Formuli 1. Krajem rujna 2007. indijac Vijay Mallya kupio je momčad i objavio da će se momčad odsad zvati Force India. To je ujedno otvorilo jedno veliko tržište da jedna od najmnogoljudnijih zemalja svijeta kao što je Indija ima momčad u F1 koja se natječe pod indijskom zastavom.

## Povijest
Jordan Grand Prix → Midland F1 Racing → Spyker F1 → Force India

## Potpuni popis rezultata u Formuli 1
(legenda) (Utrke označene debelim slovima označuju najbolju startnu poziciju) (Utrke označene kosim slovima označuju najbrži krug utrke)
| Godina | Šasija                       | Motor                    | Gume | Vozači            | 1.  | 2.  | 3.  | 4.  | 5.  | 6.  | 7.  | 8.  | 9.  | 10. | 11. | 12. | 13. | 14. | 15. | 16. | 17. | Bodovi | Poredak |
| ------ | ---------------------------- | ------------------------ | ---- | ----------------- | --- | --- | --- | --- | --- | --- | --- | --- | --- | --- | --- | --- | --- | --- | --- | --- | --- | ------ | ------- |
| 2007.  | Spyker F8-VII Spyker F8-VIIB | Ferrari Type 056H 2.4 V8 | B    |                   | AUS | MAL | BHR | ŠPA | MON | KAN | SAD | FRA | VB  | EUR | MAĐ | TUR | ITA | BEL | JAP | KIN | BRA | 1      | 10.     |
| 2007.  | Spyker F8-VII Spyker F8-VIIB | Ferrari Type 056H 2.4 V8 | B    | Adrian Sutil      | 17  | Ret | 15  | 13  | Ret | Ret | 14  | 17  | Ret | Ret | 17  | 21  | 19  | 14  | 8   | Ret | Ret | 1      | 10.     |
| 2007.  | Spyker F8-VII Spyker F8-VIIB | Ferrari Type 056H 2.4 V8 | B    | Christijan Albers | Ret | Ret | 14  | 14  | 19  | Ret | 15  | Ret | 15  |     |     |     |     |     |     |     |     | 1      | 10.     |
| 2007.  | Spyker F8-VII Spyker F8-VIIB | Ferrari Type 056H 2.4 V8 | B    | Markus Winkelhock |     |     |     |     |     |     |     |     |     | Ret |     |     |     |     |     |     |     | 1      | 10.     |
| 2007.  | Spyker F8-VII Spyker F8-VIIB | Ferrari Type 056H 2.4 V8 | B    | Sakon Yamamoto    |     |     |     |     |     |     |     |     |     |     | Ret | 20  | 20  | 17  | 12  | 17  | Ret | 1      | 10.     |

## Vanjske poveznice
- (engl.) Službene stranice Spykera  Arhivirana inačica izvorne stranice od 2. veljače 2007. (Wayback Machine)